# Trestonia bilineata
Trestonia bilineata är en skalbaggsart som beskrevs av Martins, Galileo, Tavakilian, Galileo och Tavakilian 2008. Trestonia bilineata ingår i släktet Trestonia och familjen långhorningar. Inga underarter finns listade i Catalogue of Life.